# L'albero della vita (De Wohl)
L'albero della vita è un romanzo di Louis de Wohl, pubblicato nel 1947.
Narrando la vita di Elena, il romanzo descrive le vicende storiche che hanno caratterizzato l'Impero Romano tra la fine del III e l'inizio del IV secolo e le lotte per il potere che hanno portato prima Costanzo e poi Costantino al titolo di Augusto. 
De Wohl attribuisce a Elena un'origine regale immaginandola figlia di Cel, re dei Caledoni. Il romanzo termina con il ritrovamento, su iniziativa di Elena, della croce ("l'albero della vita" nel titolo) su cui è morto Gesù Cristo.

## Edizioni
Fonte: Catalogo del Servizio Bibliotecario Nazionale.
- Louis de Wohl, L'albero della vita, traduzione dal tedesco di Ervino Pocar, Milano, Aldo Martello, 1949,  p. 364.
- Louis de Wohl, L'albero della vita, traduzione dal tedesco di Ervino Pocar, prefazione di Alfredo Valvo, Milano, Biblioteca universale Rizzoli, 2004,  p. 366.
- Louis de Wohl, L'albero della vita, traduzione dal tedesco di Ervino Pocar, prefazione di Alfredo Valvo, Milano, Biblioteca universale Rizzoli, 2010,  p. 366.